# Julio César Barco Ávalos
Julio César Barco Ávalos (Lima, 1991) è un poeta, giornalista, docente ed editore peruviano.

## Biografia
È autore di più di trenta libri di poesia, saggistica e narrativa. È noto dalla sua opera letteraria vincolata alla controcultura, così come per il suo attivismo nella diffusione della poesia contemporanea nel Perù.
Da molto giovane ha mostrato interesse per la letteratura, specialmente per la poesia, influenzato da autori come César Vallejo, Martín Adán, Allen Ginsberg e Antonin Artaud. Ha studiato Lengua e Letteratura nella Universidad Nacional Federico Villarreal e ha rafforzato la sua formazione con laboratori, letture pubbliche e un'intensa partecipazione in circoli culturali. Lungo la sua traiettoria ha transitato distinti spazi di formazione letteraria, tanto formali come alternativi, consolidando una voce poetica con forti radici nella realtà urbana limeña. La sua opera anche è stata influenzata dalla filosofia esistenziale, la controcultura e la musica contemporanea.
Nel 2010 ha fondato il Gruppo TAJO, con quello che è arrivato a pubblicare una rivista, mantenere un blog e realizzare attività e interventi pubblici. Era integrato da Julio, i poeti peruviani Omar Livano, Miguel Urbizagástegui, Antonio Chumbile e il poeta messicano Juandrés Herrera. In quello contesto, pubblicò il suo primo libro in 2012, Me da pena que la gente crezca, sotto lo pseudonimo di Matías Aznar e con la casa editrice Arteidea. Dopo del suo esordio letterario, il poeta sembrava avere un futuro promettente, ma dopo sei anni di silenzio letterario, in 2018 pubblicò Respirar con La Chimba Editores, prima parte del suo Cuarteto de la intensidad, e che valse il premio Gremio de Editores lo stesso anno. Anche, ha fondato il network di letteratura Lenguaje Perú che cercava estendere la letteratura del suo paese e del resto al mondo, di maniera gratuita e democratica. 
Nel 2019, pubblicò Architettura Vastissima, opera che ricevé il Premio Huauco de Oro. Dopo quello successo, pubblicò Arder. Gramática de los dientes de león, una continuazione di Respirar con la casa editrice Higuerilla, quello che varrebbe critiche oltre il Perù, per esempio, Martín Ayos in Argentina, Nicolás López-Pérez in Cile. La prestigiosa rivista di letteratura peruviana Vallejo & Co. pubblicò una selezione di poesie di quello libro.
Con la pandemia, non solo pubblicherebbe alcuni libri, sennonché manterrebbe un'attiva presenza nei network sociali, in particolare, con i cicli di seminari di letteratura che impartiva mediante la sua piattaforma Linguaggio Perù, a titolo gratuito e di libero accesso. Nel 2020, la casa editrice colombiana Seshat, a carico dello scrittore Zeuxis Vargas, ha pubblicato la sua prima antología poética intitulada (SO) Sistema operativo. Nel 2021 è stato riconosciuto nell'undicesima versione del concorso Poeta Joven del Perù con una "mención honrosa" per il suo manoscritto Semillas Cósmicas. Lo stesso anno sarebbe invitato al festival di letteratura latinoamericana Latinale e, oltretutto, tradotto al tedesco per José F. A. Oliver.
Nel 2023 raggiunse un traguardo nelle lettere peruviane, dopo la pubblicazione del nuovo fuoco, un libro ibrido che mischia prosa poetica, diari e prove. Il testo supera le 1200 pagine e ha avuto una ricezione notevole tanto nel suo paese come all'estero. Per esempio, il critico letterario e accademico dell'Accademia Peruviana della Lengua, Ricardo González Vigil mise in evidenzia il libro come uno dei libri dell'anno e si riferì a lui come una "alluvionata scrittura totalizzante in forma di diario". Nel 2023, ugualmente, si proiettò per la prima volta nel Centro Culturale di Spagna in Lima il documentario basato nella sua vita come poeta Canción de la intensidad, regia di Cristbond.
Nel 2024 Julio si è ripetuto il piatto nel ranking di González Vigil, ma con la sua rischiosa proposta letteraria titolata Cantar de Chancay, in che poetizza l'installazione del megapuerto di Chancay.
A maggio di 2025, il poeta, critico letterario e docente universitario cileno Nicolás López-Pérez pubblicò Los ritos ardientes. Discursividades en la obra de Julio Barco, un saggio di 150 pagine in che affronta la produzione letteraria di Julio degli ultimi quindici anni. Un mese dopo, come conseguenza del saggio, Contraeditorial Astronómica pubblicò l'antología Todo lenguaje es simiente. Nel mese di giugno di 2025, è stato riconosciuto con il secondo luogo nei Giochi Floreali della Universidad Nacional de Ingeniería (Perù) (UNI)
Attualmente, porta avanti la casa editrice Higuerilla, conduce il programma televisivo Café Barco in Nacional TV Perú e la sua rubrica ogni sabato nel Diario Uno, di circolazione nazionale in tutto il Perù.

## Opera scelta
- Me da pena que la gente crezca (2012)
- Respirar (2018)
- Arquitectura vastísima (2019)
- Arder (2019)
- La musica de mi cabeza Vol. 7 (2019)
- Des(c)ierto (2020)
- Copiar, cortar, pegar, cargar (2020)
- Mosaico (2021)
- Semillas Cósmicas (2021)
- Made in Perú, a cura di Nicolás López-Pérez (2021)
- Con(c)ierto (2022)
- Electromagnetismo. Poemas a Nikola Tesla (2022)
- Resumen (Ciudad Lila) (2022)
- Siete arengas populares, a cura di Nicolás López-Pérez (2023)
- Habitar el fuego (2023)
- Epístola Cpósmica para José Santos Chocano (2023)
- Bolero (2023)
- El nuevo fuego (2023)
- Cantar de Chancay (2024)
- Chaufa (2024)
- Sol suicida (2025)
- Todo lenguaje es simiente, a cura di Nicolás López-Pérez (2025)

## Riconoscimenti e premi
- Premio Gremio de Escritores (2018)
- Premio Speciale Antenor Samaniego (2019)
- Premio Huauco de Oro (2019)
- Mención Honrosa XI Poeta Joven del Perù (2020)
- Secondo luogo Giochi Floreali della UNI (2025)